# Erich Wagner (Maler, 1876)
Erich Max Hugo Wagner (* 6. Dezember 1876 in Berlin; † 25. Juni 1957 in Kuchen an der Fils) war ein deutscher Maler.

## Werdegang
Von 1891 bis 1895 durchlief Wagner Lehrjahre als Dekorationsmaler an der Fachschule Berlin. Danach folgten bis zum Jahre 1899 Wanderjahre als kunstgewerblicher Malergehilfe nach Dresden, Salzburg, Hamburg und Dessau. In diesem Jahr heiratete er in Dessau Auguste (geborene Poltier).
In den folgenden Jahren bis 1910 war er selbstständig für dekorative Malerei tätig. Während dieser Zeit war er aber auch Schüler von Lovis Corinth in Berlin (Aktstudien). Im Jahre 1912 siedelte er nach Stuttgart über, wo er zunächst eine Anstellung bei der Firma Henninger hatte und ab 1919 als freier Künstler mit eigenem Atelier lebte. Er bildete sich parallel dazu bei Christian Georg Speyer fort und malte Landschaftsbilder, Blumenmotive und Charakterköpfe. Ab 1920 unternahm er Studienreisen in die Schweiz (u. a. Hochgebirgsmotive und Tessinbilder). Die Stadt Stuttgart, der Volksstaat Württemberg und Privatsammler erwarben Bilder von ihm. Damals erhielt er Aufträge zur Gestaltung von Kirchenräumen und leistete auch künstlerische Mitarbeit im Linden-Museum in Stuttgart. Er war Mitglied im 1927 gegründeten Reichsverband bildender Künstler Deutschlands.
In den Jahren von 1929 bis 1939 zog Wagner wieder nach Berlin, wo er Mitarbeiter der UFA-Filmgesellschaft wurde. Er kehrte anschließend nach Stuttgart zurück, wo im Jahr 1943 sein Atelier durch Bomben zerstört wurde. Im selben Jahr übersiedelte er mit seiner Frau nach Kuchen an der Fils.

## Ausstellungen (Auswahl)
- 1910: Hamburger Kunstausstellung
- ab 1920: Ausstellungen beim Württembergischen Kunstverein
- 1927: Stuttgarter Kolonialausstellung (Wandbilder)
- 27. November bis 5. Dezember 2004: Wagner-Ausstellung im Bürgerhaus